# Коскония Галлитта
Коско́ния Галли́тта или Коскония Ле́нтулия Малугине́н Галлита (лат. Cosconia Lentuli Maligunensis Gallita; родилась около 10 года до н. э. — умерла после 16 года) — римская матрона, дочь Сервия Корнелия Лентула Малугинена, консула-суффекта Римской империи в 10 году, и Косконии.
Коскония Галлитта была второй женой Луция Сея Страбона, префекта Египта в 15—16 годах, и, соответственно, мачехой Луция Элия Сеяна, временщика при императоре Тиберии. Она известна тем, что построила в Вольсиниях общественные бани:

Оригинальный текст (лат.)…praefectus Aegypt[i et] 
Terentia A(uli) f(ilia) mater eiu[s et] 
Cosconia Lentuli{i} Malug[inensis f(ilia)] 
Gallitta uxor eius ae[dificiis] 
emptis et ad solum de[iectis] 
balneum cum omn[i ornatu] 
[Volsiniens]ibus ded[erunt] 
[ob publ]ica co[mmoda]
— Corpus Inscriptionum Latinarum 11, 7285